# حزب دموکراتیک بیت نهرین
حزب دموکراتیک بیت نهرین (سریانی: ܓܒܐ ܕܝܡܘܩܪܛܝܐ ܕܒܝܬ ܢܗܪܝܢ) از احزاب سیاسی آشوری در عراق به رهبری رومئو حکاری می‌باشد.این حزب در سال ۱۹۷۴ تأسیس شد و یکی از اهدافش را ایجاد منطقه خودمختار آشوریان در عراق قرار داده است.